# Schotse onafhankelijkheidsoorlogen
De Schotse onafhankelijkheidsoorlogen waren oorlogen tussen het Koninkrijk Schotland en het Koninkrijk Engeland op het eind van de 13de eeuw en begin 14de eeuw.
De Eerste Oorlog (1296-1328) begon met de Engelse invasie van Schotland in 1296 en eindigde met de ondertekening van het Verdrag van Edinburgh-Northampton in 1328. De Tweede Oorlog (1332-1357) begon met de door Engeland gesteunde invasie van Edward Balliol in 1332 en eindigde in 1357 met de ondertekening van het Verdrag van Berwick. Aan het einde van beide oorlogen behield Schotland zijn status als onafhankelijke staat. De oorlogen waren om andere redenen belangrijk, zoals de opkomst van de longbow als een belangrijk wapen in middeleeuwse oorlogsvoering.

## Aanleiding
Toen koning Alexander III van Schotland in 1286 stierf, liet hij een driejarige kleindochter na als erfgenaam, Margaretha. De Beschermheer van Schotland stemde met het verdrag van Birgham in, waarbij werd overeengekomen, dat de zoon van koning Eduard I van Engeland, Eduard II van Carnarvon, met haar zou trouwen, met dien verstande, dat huwelijk geen verbintenis tussen Schotland en Engeland zou tot stand brengen, dat Schotland gescheiden bleef van Engeland en dat het zijn rechten, wetten, vrijheden en gebruiken voor altijd volledig en onschendbaar zou bewaren.
Margaretha stierf in 1290 en het huwelijk vond niet plaats. Dertien kandidaten stonden klaar om de troon te bestijgen. Eduard I voer de druk op en eiste in 1291 dat er binnen de drie weken er een kandidaat zou worden voorgesteld en slaagde erin te fungeren als scheidsrechter. Eduard I ging akkoord met de aanstelling van John Balliol op voorwaarde dat hij hulde zou brengen aan de Engelse koning en de facto een vazal werd.
De Schotse edelen weigerden het voorstel en zochten steun bij de Franse koning, een verbond, de Auld Alliance werd gesmeed in 1295. Toen Eduard I lucht kreeg van het verbond zocht hij toenadering bij Robert de Brus (6e heer van Annandale), de rivaal van John Balliol.

## Eerste Oorlog (1296-1328)
De Eerste Oorlog kan in vier fasen worden verdeeld: de aanvankelijke Engelse invasie en het succes in 1296; de campagnes onder leiding van William Wallace, van 1297 tot overgave van John III Comyn (de "Red Comyn") in februari 1304; de hernieuwde campagnes onder leiding van Robert the Bruce na de moord op de Rode Comyn in 1306 tot de Schotse overwinning bij Bannockburn in 1314; de laatste fase waren diplomatieke initiatieven en militaire campagnes in Schotland, Ierland en Noord-Engeland van 1314 tot het Verdrag van Edinburgh-Northampton in 1328.

## Tweede Oorlog (1332-1357)
Sinds 1327 was Eduard III, koning van Engeland. Robert the Bruce stierf in 1329 en liet een zoon van vijf jaar na David II. Edward Balliol, de zoon van John Balliol, liet aan de Engelse koning weten, dat hij in tegenstelling met zijn vader wel hulde zal brengen, in ruil voor de koningstroon.
De Tweede Oorlog begon met de Slag bij Dupplin Moor in 1332. Na de overwinning in de Slag bij Halidon Hill in 1333, riep Edward Balliol zich uit tot koning van Schotland en vluchtte David II naar Frankrijk. In 1337 brak de Honderdjarige Oorlog uit tussen Engeland en Frankrijk. Frankrijk steunde nu openlijk Schotland en in 1341 keerde David II terug naar Schotland en begon met de tegenaanval. Tijdens de Slag bij Neville's Cross in 1346 werd David II gevangengenomen. Na het betalen van 100 000 marks werd David II vrijgelaten en na het ondertekenen van het verdrag van Berwick in 1357 werd hij erkend als koning. Edward Balliol werd afgezet en Schotland kreeg zijn onafhankelijkheid terug.